# Eternal Devastation
Eternal Devastation è il secondo album dalla thrash metal band Destruction, pubblicato dalla Steamhammer nel 1986. 
L'album è stato ristampato due volte: la prima nel 1988 con l'aggiunta delle canzoni dell'Ep Mad Butcher, la seconda nel 1998 con la tracklist originale.

## Tracce
1. Curse the Gods – 6:02
2. Confound Games – 4:29
3. Life Without Sense – 6:24
4. United by Hatred – 5:04
5. Eternal Ban – 3:41
6. Upcoming Devastation (instrumental) – 4:06
7. Confused Mind – 6:06

### Tracklist ristampa 1988
1. "Mad Butcher"
2. "Damned"
3. "Reject Emotions"
4. "Last Judgement"
5. "Intro to Curse the Gods"
6. "Confound Games"
7. "Life Without Sense"
8. "United by Hatred"
9. "Eternal Ban"
10. "Upcoming Devastation"
11. "Intro to Confused Mind"

## Formazione
- Marcel Schirmer – basso, voce
- Mike Sifringer – chitarra
- Thomas Sandmann – batteria